# فهرست آثار اسکارلت جوهانسون

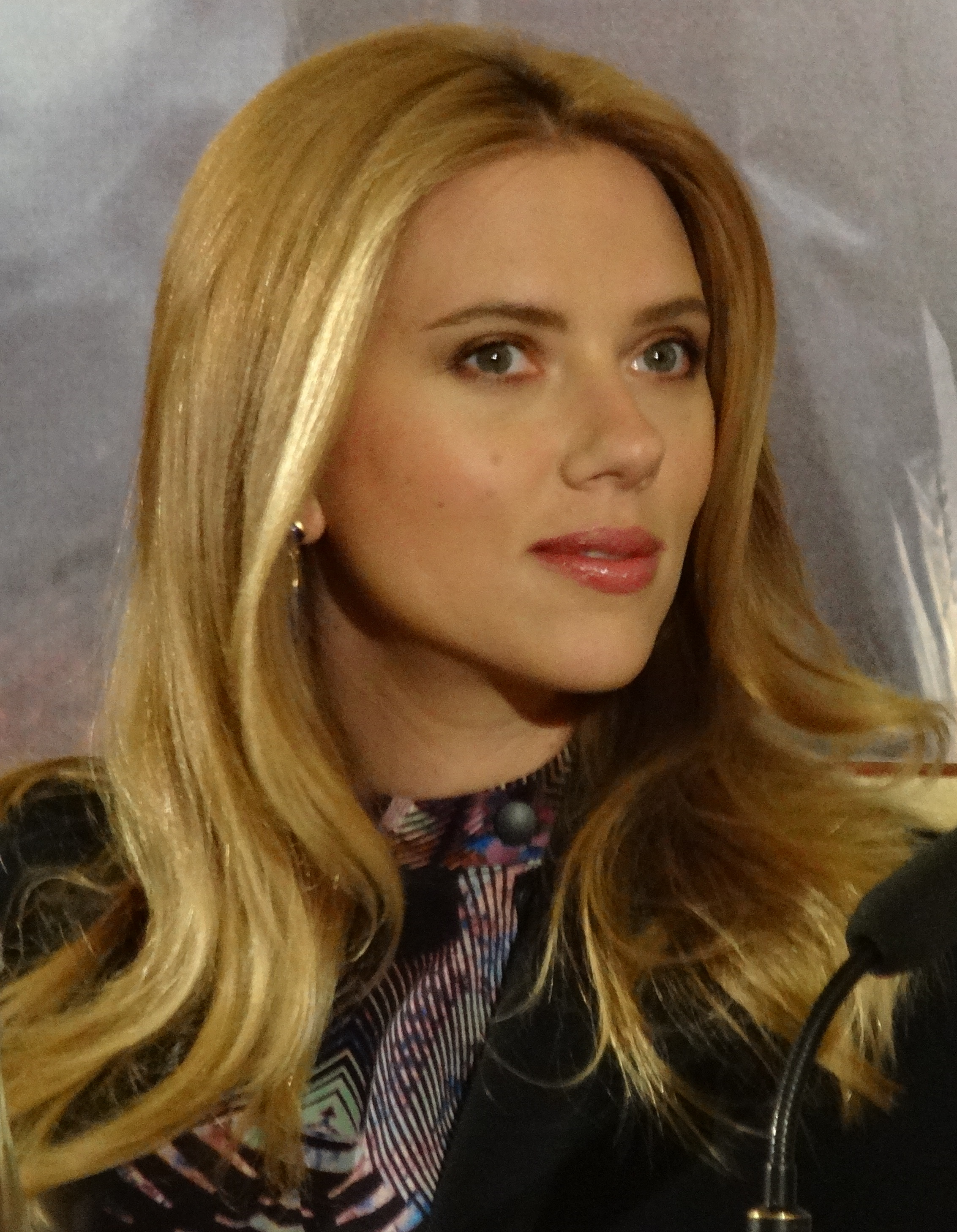
جوهانسون در نشست خبری کاپیتان آمریکا: سرباز زمستان در ۲۰۱۴

اسکارلت جوهانسون بازیگری آمریکایی است که در فیلم‌ها، سریال‌های تلویزیونی، بازی‌های ویدئویی و نمایشنامه‌های تئاتر ظاهر شده‌است. جوهانسون برای نخستین بار در سال ۱۹۹۴ در فیلم درام کمدی شمال ایفای نقش کرد. اولین نقش اصلی‌اش به عنوان خواهر یازده‌ساله یک نوجوان باردار در مانی و لو (۱۹۹۶)، برای او نامزدی جایزه ایندیپندنت اسپیریت بهترین بازیگر نقش اول زن را به ارمغان آورد. جوهانسون در فیلم نجواگر اسب (۱۹۹۸) به کارگردانی رابرت ردفورد به ایفای نقش پرداخت و با تورا برچ و استیو بوشمی در کمدی سیاه دنیای روح (۲۰۰۱) ظاهر شد. دو سال بعد، جوهانسون نقش یک زن بیست‌ساله را که ازدواجی ناموفق داشته و با یک بازیگر آمریکایی (بیل مری) در ژاپن دوست می‌شود به کارگردانی سوفیا کوپولا در گمشده در ترجمه ایفا کرد و همچنین در دختری با گوشواره مروارید با کالین فرث در نقش یک خدمتکار در خانه نقاش سوئدی، یوهانس فرمیر ظاهر شد. در شصت و یکمین مراسم گلدن گلوب او نامزد دریافت جایزه برای هردو فیلم شد و جایزه بفتای بهترین بازیگر نقش اول زن را برای اولی بدست آورد.
دو سال بعد، جوهانسون در تریلر روان‌شناختی وودی آلن، امتیاز نهایی به ایفای نقش پرداخت که نامزد دریافت جایزه گلدن گلوب بهترین بازیگر نقش مکمل زن شد. در سال ۲۰۰۶، او در تریلر روان‌شناختی پرستیژ ساخته کریستوفر نولان، و در نقش یک دانش‌آموز روزنامه‌نگار در خبر داغ آلن به ایفای نقش پرداخت. در همان سال، جوهانسون اولین حضورش را به عنوان میزبان نمایش‌های تلویزیونی گوناگون پخش زنده شنبه شب انجام داد، که او تا سال ۲۰۱۹ شش بار میزبان آن بوده‌است. در سال ۲۰۰۸، جوهانسون در کمدی عاشقانه ویکی کریستینا بارسلونا به کارگردانی آلن با خاویر باردم و پنه‌لوپه کروز به ایفای نقش پرداخت و نقش خواهر ملکه انگلستان، آن بولین را در درام تاریخی دختر دیگر بولین همراه با ناتالی پورتمن و اریک بانا ایفا کرد. او برنده جایزه تونی برای بهترین بازیگر زن در یک نمایشنامه را برای اولین حضورش در برادوی در تجدید ۲۰۱۰ نمایشنامه چشم‌اندازی از پل اثر آرتور میلر شد.
جوهانسون در فیلم ابرقهرمانی مرد آهنی ۲ (۲۰۱۰) از دنیای سینمایی مارول (ام‌سی‌یو) در نقش ناتاشا رومانوف ظاهر شد. جوهانسون این نقش را دوباره در فیلم ابرقهرمانی انتقام‌جویان در سال ۲۰۱۲ به کارگردانی جاس ویدون ایفا کرد. در سال بعد، او با کیران هایندز در تجدید برادوی نمایشنامه گربه روی شیروانی داغ اثر تنسی ویلیامز ظاهر شد، و صداپیشگی دستیار مجازی هوش مصنوعی را در او به کارگردانی اسپایک جونز با واکین فینیکس برعهده گرفت. جوهانسون در دیگر فیلم‌های ابرقهرمانی ام‌سی‌یو شامل، کاپیتان آمریکا: سرباز زمستان، و دنباله آن کاپیتان آمریکا: جنگ داخلی، انتقام‌جویان: عصر اولتران، انتقام‌جویان: جنگ ابدیت و انتقام‌جویان: پایان بازی که به پرفروش‌ترین فیلم تمام دوران‌ها تبدیل شد. جوهانسون نقش زنی را که درحال طلاق گرفتن است در فیلم داستان ازدواج به کارگردانی نوآ بامباک به همراه آدام درایور، و مادری که دختری یهودی را در آلمان نازی پنهان کرده‌است در کمدی سیاه جوجو خرگوشه ساخته تایکا وایتیتی (هردو در سال ۲۰۱۹) ایفا کرد. او نامزد دریافت جایزه اسکار بهترین بازیگر نقش اول زن برای اولی و نامزد جایزه اسکار بهترین بازیگر نقش مکمل زن برای دومی شد.

## فیلم‌ها
| نشان‌دهنده فیلم‌های منتشر نشده | نشان‌دهنده فیلم‌های منتشر نشده |

| سال  | عنوان                          | نقش                                 | یادداشت‌ها                           | م.            |
| ---- | ------------------------------ | ----------------------------------- | ----------------------------------- | ------------- |
| ۱۹۹۴ | شمال                           | لورا نلسون                          |                                     | [ ۱ ] [ ۱۲ ]  |
| ۱۹۹۵ | انگیزه عدالت                   | کیت                                 |                                     | [ ۱۳ ]        |
| ۱۹۹۶ | اگر لوسی سقوط می‌کرد            | امیلی                               |                                     | [ ۱۴ ]        |
| ۱۹۹۶ | مانی و لو                      | آماندا «مانی»                       |                                     | [ ۱۳ ]        |
| ۱۹۹۷ | پاییز                          | دختر کوچک                           |                                     | [ ۱۳ ]        |
| ۱۹۹۷ | تنها در خانه ۳                 | مولی پریت                           |                                     | [ ۱۵ ]        |
| ۱۹۹۸ | نجواگر اسب                     | گریس مکلین                          |                                     | [ ۱۶ ]        |
| ۱۹۹۹ | برادر من خوک                   | کتی کالدول                          |                                     | [ ۱۷ ]        |
| ۲۰۰۱ | مردی که آنجا نبود              | آچل «بردی» آبانداس                  |                                     | [ ۱۸ ] [ ۱۹ ] |
| ۲۰۰۱ | دنیای روح                      | ربکا دوپلمیر                        |                                     | [ ۲۰ ]        |
| ۲۰۰۱ | راپسودی آمریکایی               | سوزان ساندور (۱۵ ساگی)              |                                     | [ ۲۱ ] [ ۲۲ ] |
| ۲۰۰۲ | هیولاهای هشت‌پا                 | اشلی پارکر                          |                                     | [ ۲۳ ]        |
| ۲۰۰۳ | گمشده در ترجمه                 | شارلوت                              |                                     | [ ۲۴ ]        |
| ۲۰۰۳ | دختری با گوشواره مروارید       | گریت                                |                                     | [ ۲۵ ]        |
| ۲۰۰۴ | بالاترین نمره                  | فرانچسکا                            |                                     | [ ۲۶ ]        |
| ۲۰۰۴ | ترانه عاشقانه‌ای برای بابی لانگ | پرسی                                |                                     | [ ۲۷ ]        |
| ۲۰۰۴ | یک زن خوب                      | مگ وینترمر                          |                                     | [ ۲۸ ]        |
| ۲۰۰۴ | فیلم باب‌اسفنجی شلوارمکعبی      | شاهزاده میندی (صدا)                 |                                     | [ ۲۹ ]        |
| ۲۰۰۴ | یک جمع خوب                     | الکس فرمر                           |                                     | [ ۳۰ ] [ ۳۱ ] |
| ۲۰۰۵ | امتیاز نهایی                   | نولا رایس                           |                                     | [ ۳۲ ]        |
| ۲۰۰۵ | جزیره                          | جردن دو دلتا / سارا جردن            |                                     | [ ۳۳ ]        |
| ۲۰۰۶ | خبر داغ                        | سارا پرنسکی                         |                                     | [ ۳۴ ]        |
| ۲۰۰۶ | کوکب سیاه                      | کی لیک                              |                                     | [ ۳۵ ]        |
| ۲۰۰۶ | پرستیژ                         | اولیویا ونسکوب                      |                                     | [ ۳۶ ]        |
| ۲۰۰۷ | خاطرات پرستار بچه              | آنی برادوک                          |                                     | [ ۳۷ ]        |
| ۲۰۰۸ | دختر دیگر بولین                | ماری بولین                          |                                     | [ ۳۸ ]        |
| ۲۰۰۸ | ویکی کریستینا بارسلونا         | کریستینا                            |                                     | [ ۳۹ ]        |
| ۲۰۰۸ | روح                            | سیلکن فلاس                          |                                     | [ ۴۰ ]        |
| ۲۰۰۹ | با تو حال نمی‌کند               | آنا                                 |                                     | [ ۴۱ ]        |
| ۲۰۱۰ | مرد آهنی ۲                     | ناتاشا رومانوف / بیوه سیاه          |                                     | [ ۴۲ ]        |
| ۲۰۱۱ | نهنگ                           | —                                   | تهیه‌کننده اجرایی مستند              | [ ۴۳ ]        |
| ۲۰۱۱ | ما باغ وحش خریدیم              | کلی فاستر                           |                                     | [ ۴۴ ]        |
| ۲۰۱۲ | انتقام‌جویان                    | ناتاشا رومانوف / بیوه سیاه          |                                     | [ ۴۵ ]        |
| ۲۰۱۲ | هیچکاک                         | جنت لی                              |                                     | [ ۴۶ ]        |
| ۲۰۱۳ | دان جان                        | باربارا شوگرمن                      |                                     | [ ۴۷ ]        |
| ۲۰۱۳ | زیر پوست                       | لورا                                |                                     | [ ۴۸ ]        |
| ۲۰۱۳ | او                             | سامانتا (صدا)                       |                                     | [ ۴۹ ]        |
| ۲۰۱۴ | آشپز                           | مالی                                |                                     | [ ۵۰ ]        |
| ۲۰۱۴ | لوسی                           | لوسی                                |                                     | [ ۵۱ ]        |
| ۲۰۱۴ | کاپیتان آمریکا: سرباز زمستان   | ناتاشا رومانوف / بیوه سیاه          |                                     | [ ۵۲ ]        |
| ۲۰۱۵ | انتقام‌جویان: عصر اولتران       | ناتاشا رومانوف / بیوه سیاه          |                                     | [ ۵۳ ]        |
| ۲۰۱۶ | کاپیتان آمریکا: جنگ داخلی      | ناتاشا رومانوف / بیوه سیاه          |                                     | [ ۵۴ ]        |
| ۲۰۱۶ | درود بر سزار!                  | دی‌آنا مورگان                        |                                     | [ ۵۵ ]        |
| ۲۰۱۶ | کتاب جنگل                      | کا (صدا)                            |                                     | [ ۵۶ ]        |
| ۲۰۱۶ | آواز                           | اش (صدا)                            |                                     | [ ۵۷ ]        |
| ۲۰۱۷ | شبح درون پوسته                 | سرگرد میرا کیلیان / موتوکو کوزاناگی |                                     | [ ۵۸ ]        |
| ۲۰۱۷ | شب سخت                         | جس                                  |                                     | [ ۵۹ ]        |
| ۲۰۱۷ | ثور: راگناروک                  | ناتاشا رومانوف / بیوه سیاه          | فیلم بایگانی                        | [ ۶۰ ]        |
| ۲۰۱۸ | جزیره سگ‌ها                     | نات‌مگ (صدا)                         |                                     | [ ۶۱ ]        |
| ۲۰۱۸ | انتقام‌جویان: جنگ ابدیت         | ناتاشا رومانوف / بیوه سیاه          |                                     | [ ۶۲ ]        |
| ۲۰۱۹ | کاپیتان مارول                  | ناتاشا رومانوف / بیوه سیاه          | تک‌جلوه ذکر نشده؛ صحنه‌های نیمه معتبر | [ ۶۳ ]        |
| ۲۰۱۹ | انتقام‌جویان: پایان بازی        | ناتاشا رومانوف / بیوه سیاه          |                                     | [ ۶۴ ]        |
| ۲۰۱۹ | داستان ازدواج                  | نیکول باربر                         |                                     | [ ۶۵ ]        |
| ۲۰۱۹ | جوجو خرگوشه                    | خانم روزی بتزلر                     |                                     | [ ۶۶ ]        |
| ۲۰۲۱ | بیوه سیاه                      | ناتاشا رومانوف / بیوه سیاه          | همچنین تهیه‌کننده اجرایی             | [ ۶۷ ] [ ۶۸ ] |
| ۲۰۲۱ | آواز ۲                         | اش (صدا)                            |                                     | [ ۶۹ ] [ ۷۰ ] |
| ۲۰۲۳ | استروید سیتی                   | میج کمبل                            |                                     | [ ۷۱ ]        |
| ۲۰۲۳ | نورث استار                     | کاترین                              |                                     | [ ۷۲ ]        |
| ۲۰۲۴ | مرا به ماه پرواز ده            | کلی جونز                            | همچنین تهیه‌کننده                    | [ ۷۳ ]        |
| ۲۰۲۴ | تبدیل‌شوندگان یک                | الیتا وان                           | صداپیشه                             | [ ۷۴ ]        |
| ۲۰۲۵ | تاندربولتز*                    | —                                   | تهیه‌کنندهٔ اجرایی                    | [ ۷۵ ]        |
| ۲۰۲۵ | طرح فنیقی                      | عموزاده هیلدا                       |                                     | [ ۷۶ ]        |
| ۲۰۲۵ | الینور کبیر                    | —                                   | کارگردان                            | [ ۷۷ ]        |
| ۲۰۲۵ | تولد دوباره دنیای ژوراسیک      | زورا بنت                            |                                     | [ ۷۸ ]        |

## تلویزیونی
| سال(ها)   | عنوان                       | نقش(ها)                 | یادداشت‌ها                                                  | م.                          |
| --------- | --------------------------- | ----------------------- | ---------------------------------------------------------- | --------------------------- |
| ۱۹۹۴      | آخر شب با کونان اوبراین     | سارا هیوز               |                                                            | [ ۷۹ ]                      |
| ۱۹۹۵      | موکل                        | جنا هالیول              | قسمت: «آزمایشی»                                            | [ ۸۰ ]                      |
| ۲۰۰۱      | آناتومی یک صحنه             | خودش                    | ۱ قسمت                                                     | [ ۸۱ ]                      |
| ۲۰۰۴      | دارودسته                    | خودش                    | قسمت: «نیویورک» تک‌جلوه                                     | [ ۸۲ ]                      |
| ۲۰۰۵–۲۰۰۸ | مرغ ربات                    | صداهای مختلف            | ۶ قسمت                                                     | [ ۸۳ ]                      |
| ۲۰۰۶–۲۰۱۹ | پخش زنده شنبه شب            | میزبان / شخصیت‌های مختلف | ۱۰ قسمت (۶ قسمت به عنوان میزبان)                           | [ ۸۴ ] [ ۸۵ ] [ ۸۶ ] [ ۸۷ ] |
| ۲۰۱۴      | هیت‌رکورد در تلویزیون        | اولیویا (صدا)           | قسمت: «دوباره: بازی‌ها» فیلم کوتاه انیمیشن «بازی دو بازیکن» | [ ۸۸ ] [ ۸۹ ]               |
| ۲۰۲۱      | مارول استودیوز: گرد هم آمدن | خودش                    | قسمت: «ساختن بیوه سیاه»                                    | [ ۹۰ ]                      |

## بازی‌های ویدئویی
| سال  | عنوان                     | نقش(ها)                          | یادداشت‌ها     | م.     |
| ---- | ------------------------- | -------------------------------- | ------------- | ------ |
| ۲۰۰۴ | فیلم باب‌اسفنجی شلوارمکعبی | شاهزاده میندی (صدا)              | نسخه‌های کنسول | [ ۹۱ ] |
| ۲۰۱۶ | لگو انتقام‌جویان مارول     | ناتاشا رومانوف / بیوه سیاه (صدا) | فیلم بایگانی  | [ ۹۲ ] |

## موزیک ویدئوها
| سال  | عنوان                    | هنرمند                      | م.            |
| ---- | ------------------------ | --------------------------- | ------------- |
| ۲۰۰۶ | «وقتی معامله خراب می‌شود» | باب دیلن                    | [ ۹۳ ]        |
| ۲۰۰۷ | «چیزی که رفته… برمی‌گرده» | جاستین تیمبرلیک             | [ ۹۴ ]        |
| ۲۰۰۸ | «بله ما می‌توانیم»        | ویل.آی.ام                   | [ ۹۵ ]        |
| ۲۰۰۹ | «بازگوگر»                | پیت یورن و اسکارلت جوهانسون | [ ۹۶ ]        |
| ۲۰۱۸ | «رویاهای بد»             | پیت یورن و اسکارلت جوهانسون | [ ۹۷ ] [ ۹۸ ] |

## تئاتر
| سال(ها) | عنوان                | نقش(ها) | تئاتر              | یادداشت‌ها           | م.              |
| ------- | -------------------- | ------- | ------------------ | ------------------- | --------------- |
| ۲۰۱۰    | چشم‌اندازی از پل      | کاترین  | تئاتر کورت         | ۲۴ ژانویه − ۴ آوریل | [ ۹۹ ] [ ۱۰۰ ]  |
| ۲۰۱۳    | گربه روی شیروانی داغ | مارگارت | تئاتر ریچارد راجرز | ۱۷ ژانویه − ۳۰ مارس | [ ۱۰۱ ] [ ۱۰۲ ] |